# Omen (gruppo musicale)
Gli Omen sono una band epic metal californiana.

## Storia del gruppo

### 1983-1988
La band è stata fondata nel 1983 dal chitarrista statunitense di origine greca Kenny Powell (in precedenza chitarrista dei Savage Grace) a Los Angeles e scoperta e lanciata poco più tardi da un tape trader, cioè un distributore di demo, che, diventato il loro manager, li ha portati a firmare un contratto senza essersi mai esibiti in concerto. Il gruppo, fin dal disco d'esordio, ha sempre proposto un heavy metal dai marcati toni epici diventando uno dei nomi di punta di questo genere (insieme ai connazionali Manilla Road e Manowar) e mantenendo, nel primo periodo, alti ritmi di produzione, tali da pubblicare quattro album, una raccolta e un EP in sei anni.

### 1996: la reunion
Dopo Escape to Nowhere, uscito nel 1988 e registrato con il cantante Coburn Pharr, la band si è sciolta per poi riformarsi nel 1996. L'anno successivo è stato pubblicato Reopening the Gates a cui è seguito un nuovo periodo di silenzio durato fino a dicembre del 2001, quando il gruppo, con il nuovo cantante Kevin Goocher, ha dato inizio alla fase di registrazione di Eternal Black Dawn, prevedendo di pubblicarlo per la tarda primavera del 2002. L'uscita del disco è slittata quando il chitarrista e leader Kenny Powell, annunciando il ritorno nella band del batterista Rick Murray, ne ha fissato il nuovo termine all'inizio dell'imminente estate.
La lavorazione dell'album però è stata ultimata solamente a dicembre e per conoscere la data della pubblicazione si è dovuto attendere fino all'aprile successivo, quando è avvenuta la stipula dell'accordo con la Mausoleum Records per la distribuzione del disco in Europa e in Nord America.
Così, a settembre del 2003, nel giro di una settimana, sono usciti nei negozi l'atteso sesto album della band e il cofanetto intitolato Omen. Il 3 ottobre dello stesso anno scompare, a causa del cancro, il primo cantante della band J.D. Kimball.
Dopo un periodo di pausa, nel 2008, è uscito il primo album live dal titolo Into the Arena - 20 Years Live e, due anni dopo, il gruppo ha visto un nuovo cambio dietro il microfono con l'annuncio dell'ingresso di Matt Story. In seguito la band si è messa al lavoro sul nuovo album intitolato Hammer Damage, la cui pubblicazione prevista per il 2012 è stata posticipata a data da destinarsi. L'album in precedenza doveva essere distribuito in digitale attraverso la DSN Music.
Nel 2014 è rientrato a far parte della band il cantante Kevin Goocher. Nel 2016 è stato pubblicato Hammer Damage.

### 2017: cambio di formazione. Volti nuovi e una voce che ricorda il passato
Nel 2017 nuovo cambio di formazione, Kenny Powell chiama nel gruppo il bassista Roger Sisson, il batterista Reece Stanley ed il cantante greco Nikos Migus A. che ha una voce incredibilmente simile al compianto J.D. Kimball.

## Formazione

### Formazione attuale
- Nikos Migus A. - voce
- Kenny Powell - chitarra
- Roger Sisson - basso
- Reece Stanley - batteria

### Ex componenti
- J.D. Kimball - voce
- Coburn Pharr - voce
- Kevin Goocher - voce
- Greg Powell - voce e chitarra
- George Call - voce
- Matt Story - voce
- Jody Henry - basso
- Glenn Malicki - basso
- Scott Clute - basso
- Andy Haas - basso
- Steve Witting - batteria
- Camil Daignault - batteria
- Rick Murray - batteria
- Danny White - batteria
- Wampa Zayas - batteria

## Discografia

### Album in studio
- 1984 - Battle Cry
- 1985 - Warning of Danger
- 1986 - The Curse
- 1988 - Escape to Nowhere
- 1997 - Reopening the Gates
- 2003 - Eternal Black Dawn
- 2016 - Hammer Damage

### EP
- 1987 - Nightmares
- 1998 - Battle Anthems

### Live
- 2008 - Into the Arena - 20 Years Live
- 2012 - Into the Arena

### Raccolte
- 1989 - Teeth of the Hydra

### Box set
- 2003 - Omen